# Sinikka Schubert
Sinikka Schubert (* 2. Mai 1976 in Stuttgart) ist eine deutsch-finnische Schauspielerin.

## Leben
Von 1998 bis 2001 besuchte Sinikka Schubert die Schauspielschule Schauspiel München, 2002 gastierte sie an der Bayerischen Theaterakademie August Everding. Sie absolvierte diverse Camera acting-Seminare, unter anderem bei Jan Messutat und Peter Weissflog. Am Jungen Theater in Augsburg gastierte sie 2002, von 2002 bis 2009 war sie festes Ensemble-Mitglied am Tiroler Landestheater in Innsbruck. Weitere Stationen ihrer Bühnen-Karriere waren das Münchner Rationaltheater, das Schauspielhaus Salzburg, das stadtTheater walfischgasse in Wien und das Berner Theater an der Effingerstrasse.
Schubert spielte die Titelrollen in Friedrich Schillers Jungfrau von Orleans, Die heilige Johanna der Schlachthöfe von Bertolt Brecht und Minna von Barnhelm von Gotthold Ephraim Lessing. Unter anderem verkörperte sie Inès in Geschlossene Gesellschaft von Jean-Paul Sartre, Isabella in William Shakespeares Komödie Maß für Maß und die Véronique in Der Gott des Gemetzels von Yasmina Reza.
Zu ihren Arbeiten vor der Kamera gehörte die Rolle der Marie in dem mit zahlreichen Preisen ausgezeichneten Kurzfilm Job Interview von Julia Walter.

## Filmografie
- 2012: Die Bergretter – Steinschlag
- 2013: Job Interview
- 2015: Die Rosenheim-Cops – Tod eines Engels